# Линкольн Барроуз
Линкольн Барроуз (англ. Lincoln Burrows) — один из двух главных героев американского сериала Побег, роль сыграл Доминик Пёрселл. Весь сюжет сериала вращается вокруг Линкольна Барроуза, осуждённого за убийство брата вице-президента, и его младшего брата Майкла Скофилда, который создал план побега из тюрьмы, чтобы помочь брату избежать смертного приговора. В эпизодах, где персонажи вспоминают прошлые события, Линкольна играет Макс Кирш.
Как один из главных героев, Линкольн играет важную роль в сериале. Отношения братьев рассматриваются практически в каждой серии, их самопожертвование ради друг друга образуют большую часть сюжета. В одном из интервью создатель сериала Пол Шоринг отметил, что было очень сложно выбрать актёров на роли Линкольна и Майкла. Доминик Пёрселл был выбран на эту роль всего за три дня до начала съёмок пилотной серии.

## Биография
Линкольн Барроуз родился 17 марта 1970 года. В детстве отец покинул семью, а через несколько лет умерла мать. Как стало известно позже, оба родителя работали на Компанию, и они оба живы. Более того, Линкольн — не родной сын Альдо и Кристины Барроуз; он был усыновлен, когда его настоящие родители погибли.
После «смерти» матери Линкольн в 15 лет стал опекуном своего младшего брата. Тогда он бросил школу и связался с преступным миром — неоднократно обвинялся в краже, вандализме, хранении наркотиков и драках. Когда Майклу исполнилось 18 лет, Линкольн взял в долг 90 тысяч долларов, чтобы заплатить за обучение брата. Когда Линкольну было около двадцати лет, у него родился сын, которого назвали Линкольн Барроуз Младший.
История сериала начинается с того, что Линкольн соглашается на убийство для того, чтобы отдать деньги, которые задолжал. Преступление он так и не совершил, но в результате был подставлен. Линкольна осудили и посадили в тюрьму «Фокс Ривер» для ожидания смертной казни. Узнав об этом, Майкл Скофилд совершает преступление, садится в тюрьму и устраивает брату побег. В результате Линкольн и его брат на свободе.
После побега Линкольн расследует своё дело и пытается доказать, что он невиновен. На протяжении всех действий Майкл Скофилд играет ключевую роль в жизни своего брата Линкольна. В результате Майклу удается помочь Линкольну и совместными действиями они доказывают его невиновность, однако при этом Майкл попадает в Панамскую тюрьму «Сона», и теперь Линкольну приходится помогать брату бежать.
Преступная организация «Компания» похищает сына Линкольна и возлюбленную Майкла Сару Танкреди, чем и шантажируют Барроуза, требуя при этом, чтобы Майкл устроил побег некому Уистлеру, агенту «Компании». В Панаме Линкольн знакомится с подружкой Уистлера, и вместе они пытаются справиться с «Компанией». После этих событий Линкольн Барроуз и Майкл Скофилд долго борются с Компанией и в итоге уничтожают её.